# CSU UV Timișoara (handbal feminin)
CSU Universitatea de Vest Timișoara (Clubul Sportiv Universitar Universitatea de Vest Timișoara, prescurtat CSU UVT) este o echipă de handbal feminin din Timișoara, România, care evoluează în Divizia A. Echipa, care s-a numit inițial Știința Timișoara, respectiv Universitatea Timișoara, își desfășoară meciurile de pe teren propriu în sala Sala Sporturilor „Constantin Jude”, situată pe Aleea FC Ripensia nr.7.

## Istoric

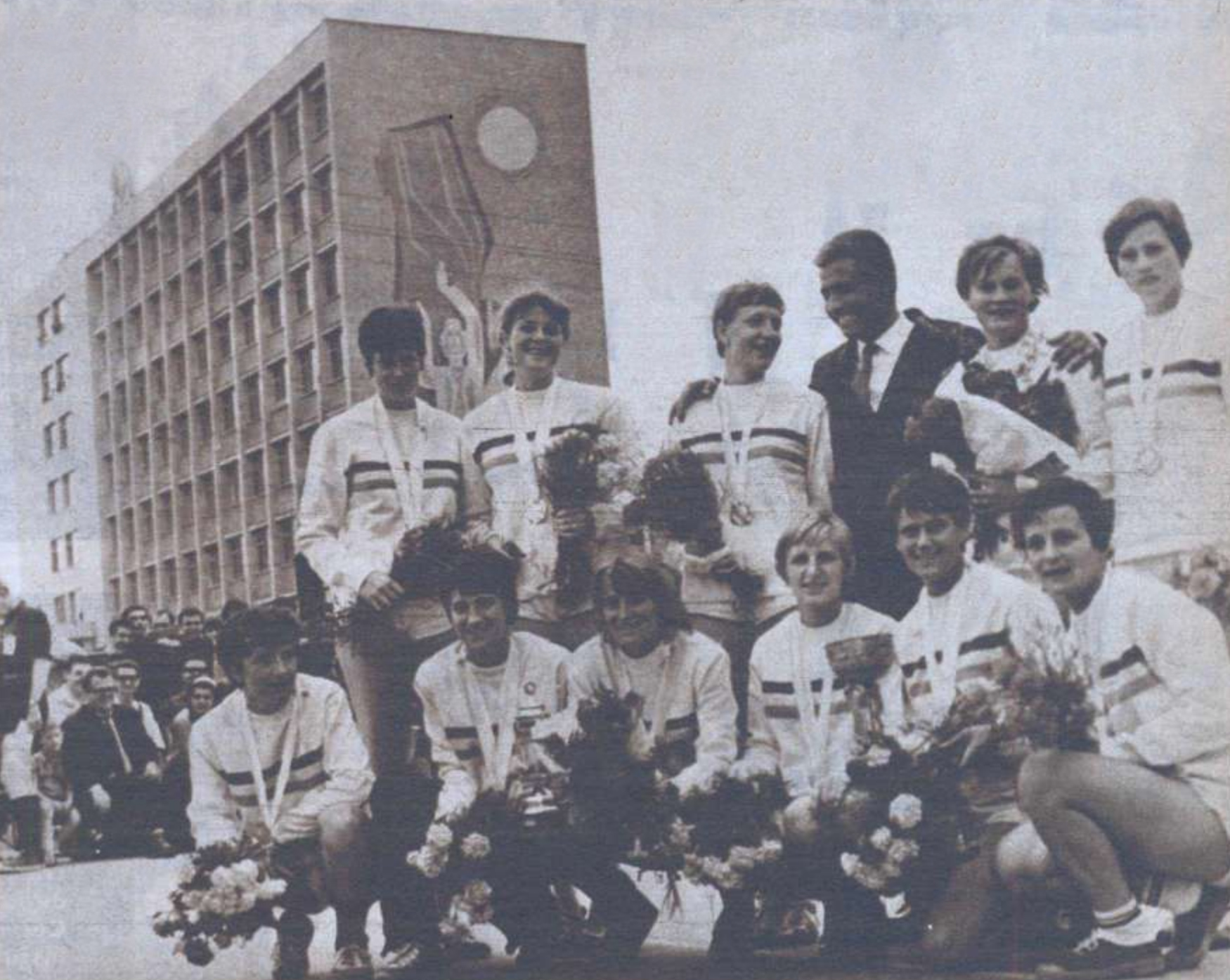
Universitatea Timișoara campioană națională în 1968

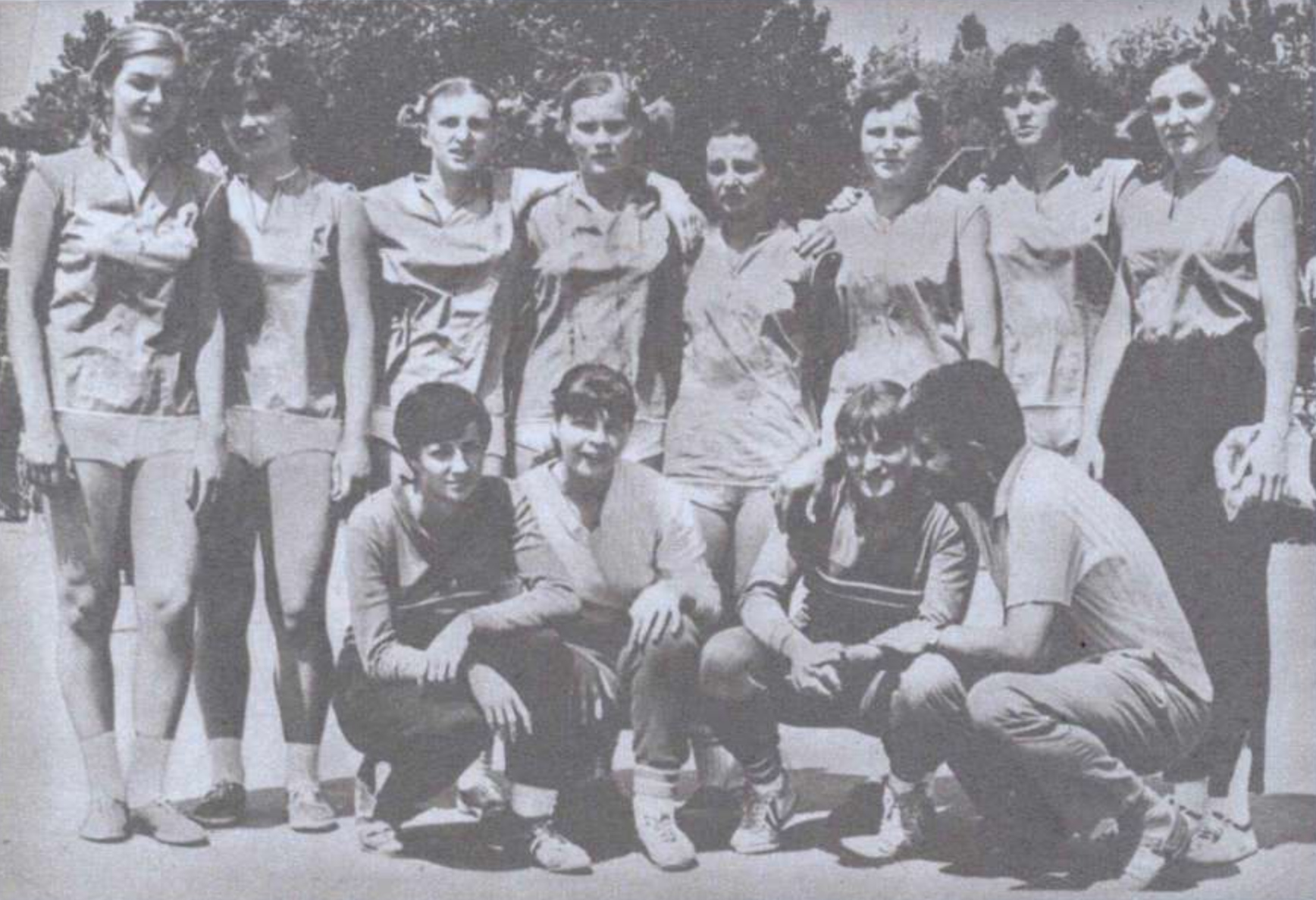
Universitatea Timișoara campioană națională în 1969

Universitatea Timișoara a fost înființată în 1949, iar în 1953 a câștigat campionatul național, care se desfășura la acea vreme pe terenuri de sport, cu echipe alcătuite din 11 jucătoare. Primul titlu național la handbal în 7 jucătoare a venit în 1964, când echipa era antrenată de Victor Chița. A urmat un nou titlu național, în 1966, dar perioada cea mai fastă a echipei a fost între 1967 și 1982, când a fost condusă de profesorul Constantin Lache și a câștigat de 8 ori Campionatul Republican. Recordul de titluri naționale câștigate de Universitatea Timișoara nu a fost depășit decât circa 20 de ani mai târziu, de către CS Oltchim Râmnicu Vâlcea.
În 1973, echipa timișoreană a jucat finala Cupei Campionilor Europeni, fiind întrecută de Spartak Kiev cu scorul de 17–8. În 1978, Universitatea a câștigat Cupa României.
Constantin Lache a rămas la conducerea Universității Timișoara până în anul 1982, când Facultatea de Educație Fizică și Sport, sub egida căreia evolua echipa, a fost desființată. Antrenorul și o parte din handbaliste s-au transferat la o altă echipă locală, AEM Timișoara, cu care s-au clasat pe locul al 3-lea în ediția 1982–1983 a Cupei României. AEM a continuat să evolueze în anii următori în subsolul clasamentului campionatului național sau în Divizia B. În 1990, Facultatea de Educație Fizică din oraș a fost reînființată, iar echipa timișoreană, redenumită Universitatea AEM, a mai evoluat câteva sezoane în primul eșalon, avându-l ca antrenor pe Sorinel Voicu, ajutat de Constantin Lache. La începutul sezonului 1997–1998, Universitatea AEM și nou-promovata ILSA Timișoara au fuzionat sub denumirea ILSA Universitatea Timișoara.
În 1999, echipa ILSA Universitatea Timișoara a retrogradat în liga secundă. În 2001, titulatura ILSA a dispărut din denumirea echipei, odată cu desființarea fabricii ILSA. Echipa a continuat să evolueze în Divizia A sub titulatura CS Universitatea Timișoara, cu excepția unor scurte episoade când a promovat în Liga Națională, în sezoanele 2004–2005 și 2006–2007.

## Palmares

### Competiții interne
- Campionatul republican (handbal în 11):[4]
  -  Locul I: 1953
  -  Locul III: 1954, 1960

- Campionatul republican categoria A feminin:[5][8]
  -  Locul I: 1964, 1966, 1968, 1969, 1970, 1972, 1975, 1976, 1977, 1978
  -  Locul II: 1961, 1963, 1965, 1967, 1971, 1973, 1974
  -  Locul III: 1960, 1982

- Cupa României:[8]
  -  Câștigătoare: 1978
  - Locul III: 1979

### Competiții europene
- Cupa Campionilor Europeni:[5]
  - Finalistă: 1973
  - Locul III: 1967

## Handbaliste notabile
- Christine Petrovici
- Doina Cojocaru
- Elisabeta Ionescu
- Edeltraut Franz-Sauer
- Gerlinde Reip-Oprea
- Nadire Ibadula-Luțaș
- Irene Günther
- Hilda Hrivnak
- Terezia Popa
- Lidia Stan
- Niculina Iordache-Sasu
- Zoranca Ștefanovici

## Foști antrenori
| Perioadă  | Antrenor principal | Disciplină    |
| --------- | ------------------ | ------------- |
| 1952–1953 | Walter Meither     | handbal în 11 |
| 1953–1954 | Gabriel Zugrăvescu | handbal în 11 |
| 1959–1960 | Ladislau Bara      | handbal în 11 |
| 1959–1961 | Constantin Jude    | handbal în 7  |
| 1962–1967 | Victor Chița       | handbal în 7  |
| 1967–1982 | Constantin Lache   | handbal în 7  |